# Ulrich Vos
Ulrich Vos, född den 2 september 1946 i Mönchengladbach, Tyskland, död 1 december 2017, var en västtysk landhockeyspelare.
Han tog OS-guld i herrarnas landhockeyturnering i samband med de olympiska sommarspelen 1972 i München.